# Pomola
Pomola (Pamola, Bemola, Bmola, Bemohla, Bmohla, Bahmolai, Pomolo, Bumole, Pamolai, Pamole, P'mula, P-mol-a), U Penobscotskom i abenačkom folkloru, Pomola je bio ptičji duh koji je živio na planini Katahdin i stvarao hladno vrijeme. Pomola se povezivala s noći, vjetrom, snijegom i olujama. Navodno je prema nekim legendama imao glavu losa. Jedina verzija kaže da je Pomola bila dovoljno velika da odnese losa, a ne da tako izgleda. U svakom slučaju, Pomola definitivno nije stvorenje s kojim bi se bilo koji čovjek želio petljati, a Penobscotovi i Abenakisi izbjegavali su penjanje na vrh ove planine kako je ne bi uznemirili.